# Lucius Genucius Aventinensis
Lucius Genucius Aventinensis est un homme politique de la République romaine.
- En 365 av. J.-C., il est consul.
- En 362 av. J.-C., il est consul pour la seconde fois. Premier plébéien à  conduire des opérations militaires, il est défait par les Herniques[1],[2] dans une bataille où il trouve la mort.